# Hermes Volley Oostende in het seizoen 2021-22
Dit artikel beschrijft de Belgische volleybalploeg Hermes Volley Oostende in het seizoen 2021-2022 in de Liga Dames.

## Team 2021-22

### Staf
| Functie                  | Naam               |
| ------------------------ | ------------------ |
| Trainer / coach          | Koen Devos         |
| Assistant coach          | Bruno Remaut       |
| Scout / sportief manager | Lieven Louagie     |
| Dokter                   | Maarten Ghillebert |
| Kiné                     | Lise Desauter      |
| Ploegverantwoordelijke   | Kaat Proot         |
| Voorzitter               | Philippe Develter  |
| Secretaris               | Mireille Rahoens   |

### Spelers
| #  | Nat.      | Name                 | Positie       |
| -- | --------- | -------------------- | ------------- |
| 1  | Nederland | Fanny Lafeber        | receptie hoek |
| 2  | België    | Charlotte Leys       | receptie hoek |
| 3  | Nederland | Loladina Zwaanswijk  | receptie hoek |
| 6  | Nederland | Lisa Nobel           | receptie hoek |
| 7  | Nederland | Merle Baasdam        | opposite      |
| 8  | België    | Yana De Leeuw        | setter        |
| 9  | België    | Céline Jacquemyn     | midden        |
| 11 | Servië    | Milica Misojcic      | midden        |
| 14 | België    | Amber Gesquiere      | midden        |
| 16 | België    | Megan Van den Berghe | libero        |
| 17 | België    | Coline Vincart       | setter        |
| 20 | België    | Paulien Neyt         | receptie hoek |